# الرزمة (الرجم)

تعديل مصدري - تعديل

الرزمة هي إحدى قرى عزلة بني عواض بمديرية الرجم التابعة لمحافظة المحويت، بلغ تعداد سكانها 180 نسمة حسب تعداد اليمن لعام 2004.